# Andréi Yepishin
Andréi Yepishin (Rusia, 10 de junio de 1981) es un atleta ruso, especialista en la prueba de 100 m en la que llegó a ser subcampeón europeo en 2006.

## Carrera deportiva
En el Campeonato Europeo de Atletismo de 2006 ganó la medalla de plata en los 100 metros, con un tiempo de 1010 segundos, llegando a meta tras el portugués Francis Obikwelu que con 9.99 s batió el récord de los campeonatos, y por delante del esloveno Matic Osovnikar (bronce con 10.14 segundos).